# イーダ・ゲルハルディ
イーダ・ゲルハルディ（Ida Gerhardi、1862年8月2日 - 1927年6月29日）は ドイツの画家である。1891年から1913年の間、パリで活動した。

## 略歴
ノルトライン＝ヴェストファーレン州のハーゲンで医者の娘に生まれた.。1869年に父親が亡くなった時は7歳で、家族はデトモルトに移り、デトモルトの高等女学校で学んだ。画家になりたがったが、美術の道に進むことができたのは28歳になってからで、1890年にミュンヘン芸術家協会（Münchner Künstlerinnenvereins）の女性美術学校で女性風景画家のティナ・ブラウ(Tina Blau-Lang:1845-1916)に学んだ。
1891年にパリに移り、女性や外国の芸術家が学んでいた私立美術学校、アカデミー・コラロッシに入学した。アカデミー・コラロッシではイェルカ・ローゼンと友人になり、ローゼンと結婚することになる作曲家のフレデリック・ディーリアスとも親しくなった。
1900年からオーギュスト・ロダンと知り合い、モンパルナスのカフェ、ドーム(Café du Dôme)に集まった芸術家の一人となった。当時パリで活動していたドイツからの芸術家にはケーテ・コルヴィッツ、オティリー・レーダーシュタイン、マリア・スラヴォナ、アーラース=ヘスターマン(Friedrich Ahlers-Hestermann)、フランツ・ネルケンらがいて、ウーデ(Wilhelm Uhde)らのコレクター、画商も活動していた。
作品を描く以外に、パリの新しい芸術をドイツに紹介するための展覧会の企画や作品の購入の仲介に関わった。ハーゲンに個人美術館(後にフォルクヴァンク美術館になる)を創設した美術愛好家、パトロンのオストハウス(Karl Ernst Osthaus）にロダンやアリスティド・マイヨールを紹介した。1907年にベルリンで、フランス美術展を開き、1910年にはパリでドイツ美術展を開いた。美術教育などのためにライプツィヒ、ベルリン、ワイマール、ハーゲンを旅した。
ドイツ画家協会（Deutscher Künstlerbund）の会員になった。1910年の国際美術連合の展覧会(Salon de l’Union internationale des Beaux-arts)やアンデパンダン展、ベルリン分離派やミュンヘン分離派の展覧会に出展した。健康上の理由で1913年に、パリのスタジオを閉じ、デトモルトの実家に戻った。1927年にリューデンシャイトで亡くなった。

## 作品

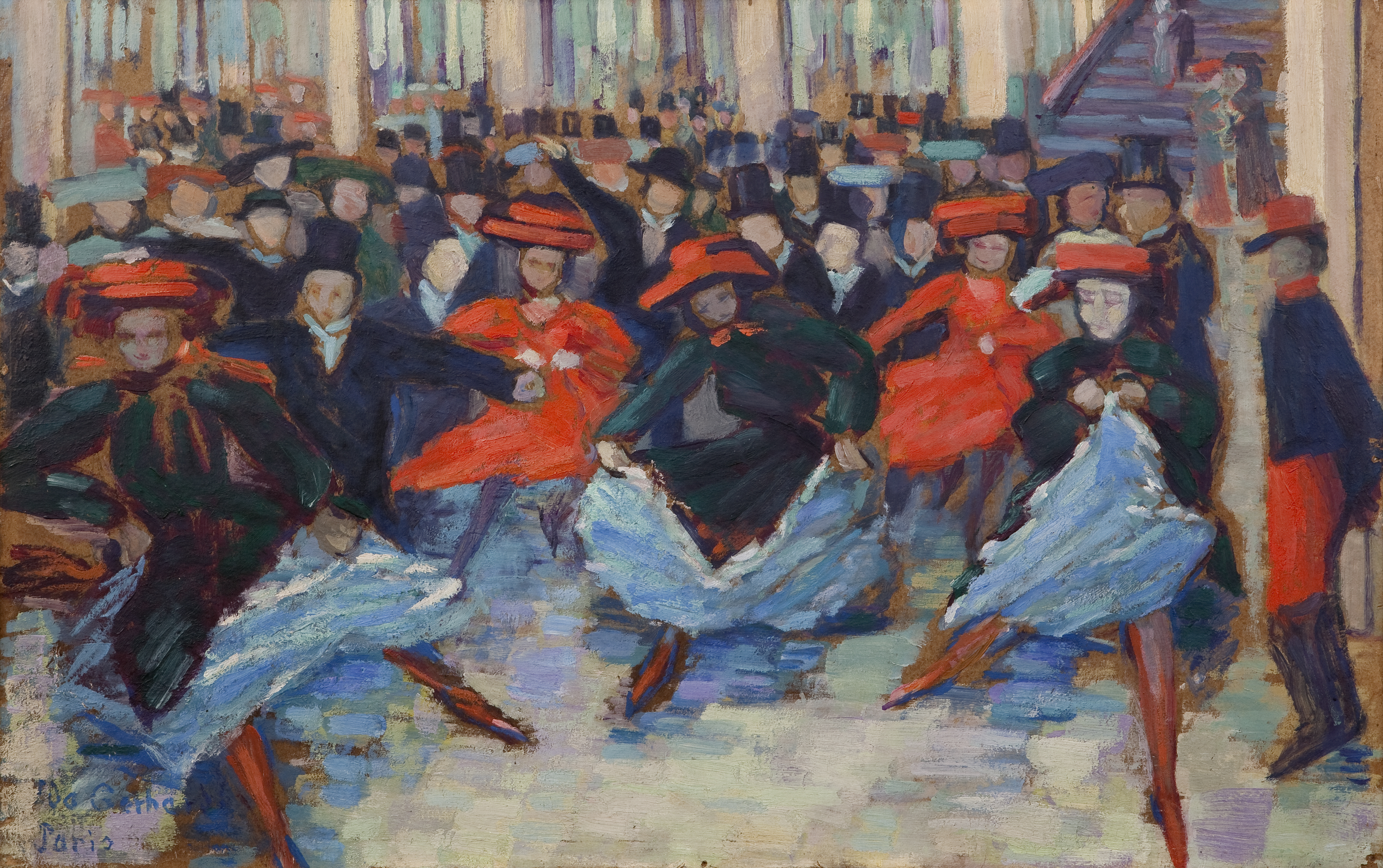
『フレンチカンカンの踊り子』
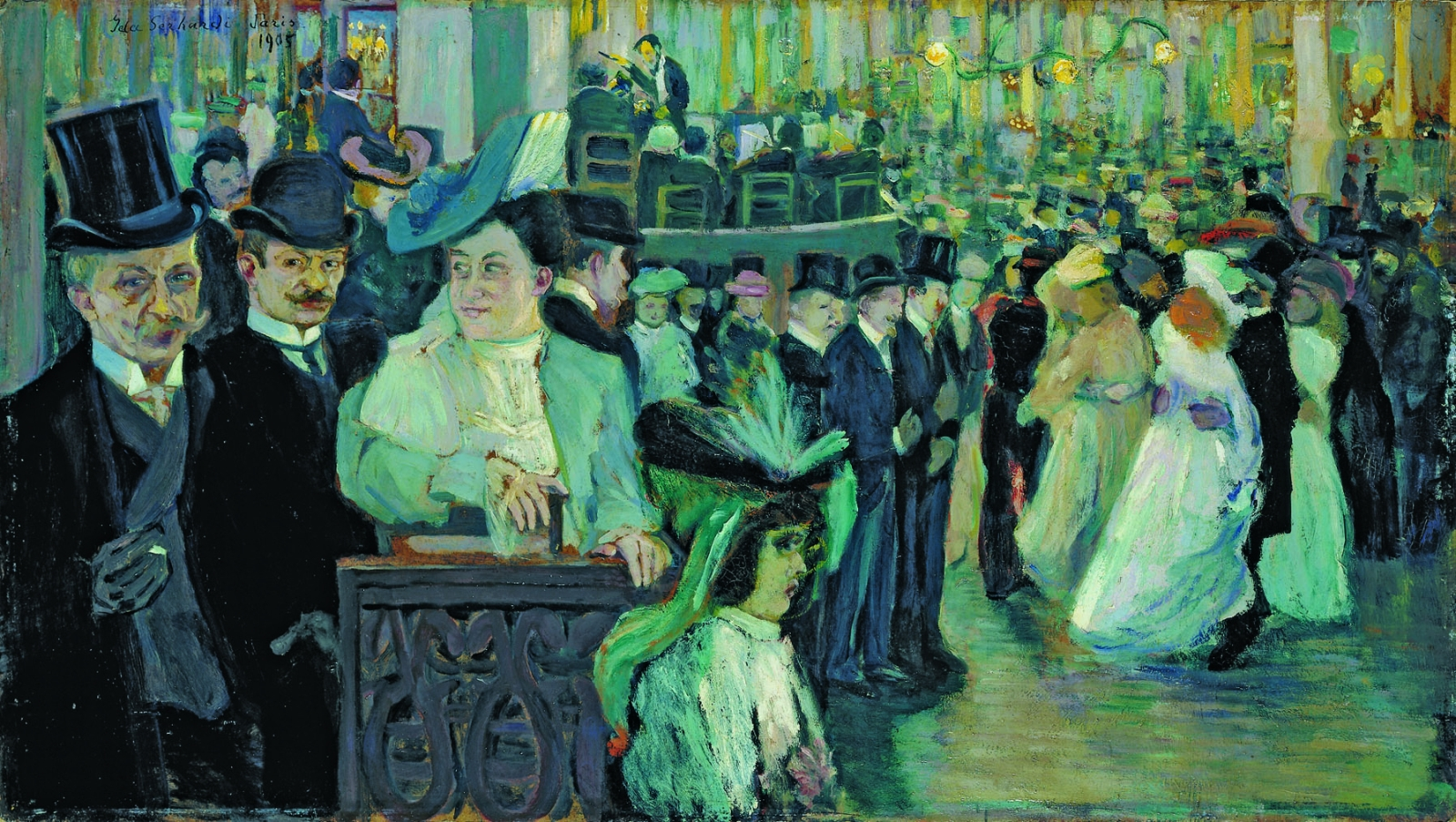
『パリのダンスホール』
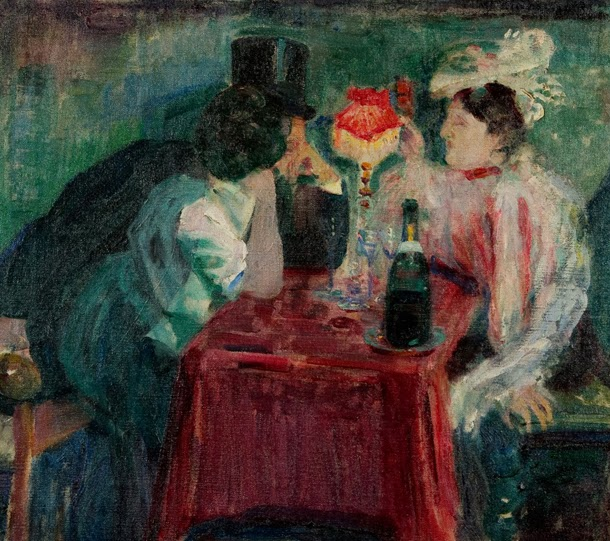
『パブ』

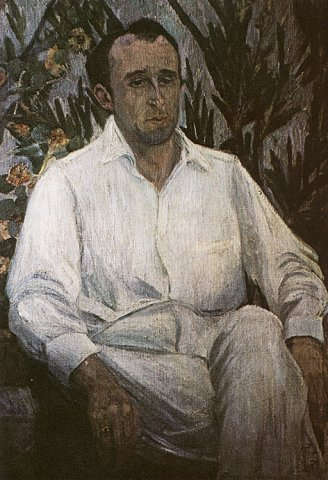
フレデリック・ディーリアス
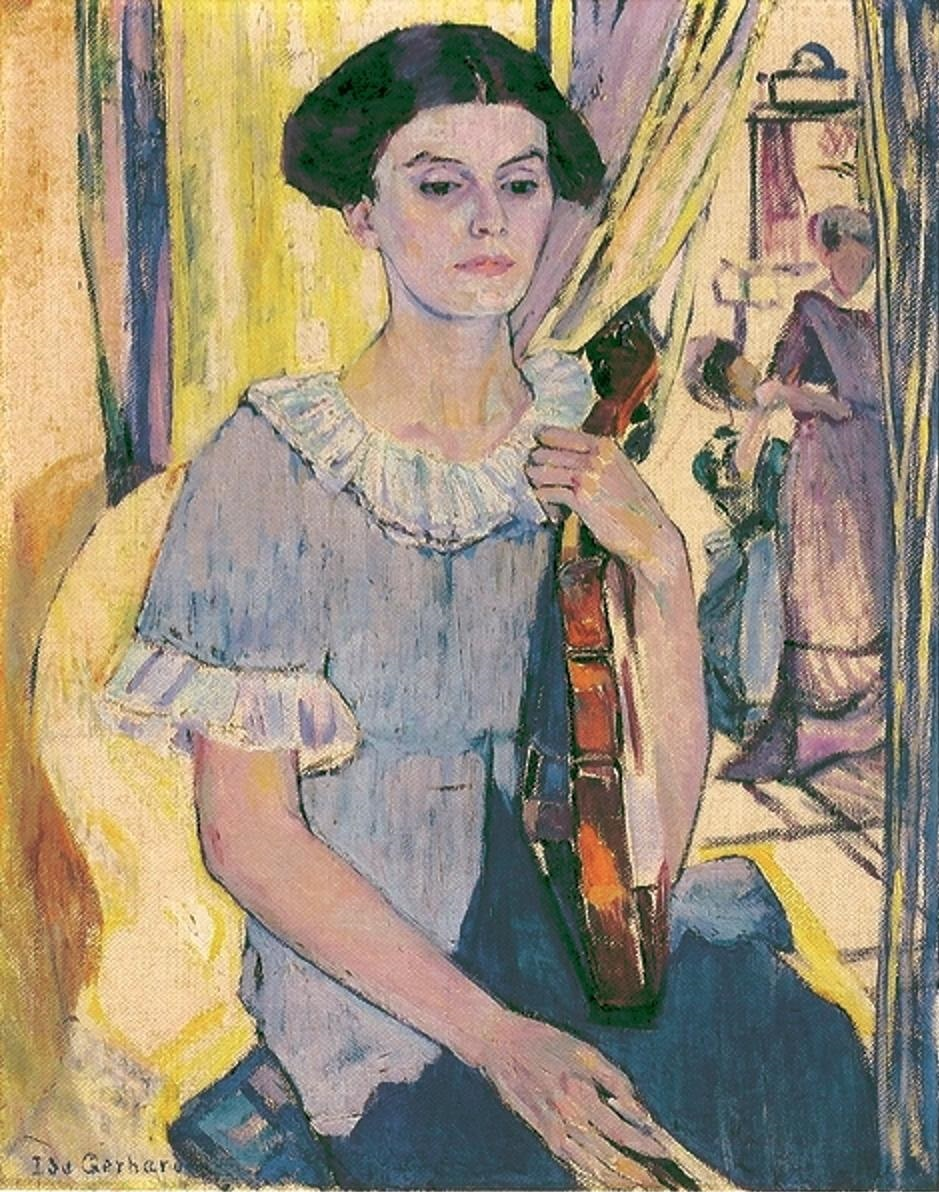
『バイオリニスト』
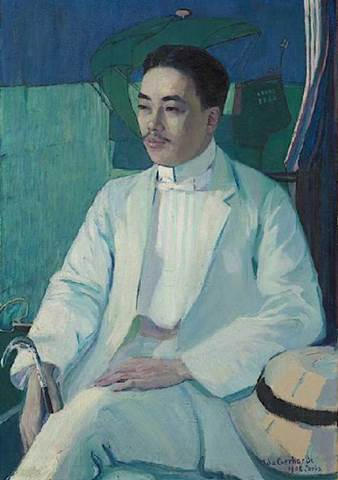
『タイの王子』
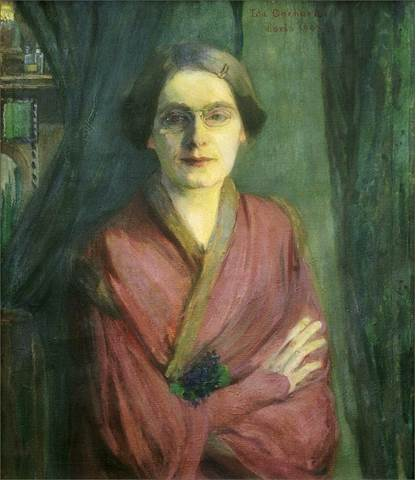
自画像